# Fundación Anticorrupción
La Fundación Anticorrupción (Fond Borbý s Korrúptsiyey, siglas ФБК, FBK) es una ONG rusa con sede en Moscú. Creada en 2011 por el activista y político Alekséi Navalny, su objetivo es la lucha contra la corrupción entre los altos funcionarios del gobierno de la Federación de Rusia. Financiada a través de donaciones privadas de ciudadanos rusos, entre otras actividades, la fundación elabora informes y difunde vídeos de denuncia en la plataforma YouTube. 

## Objetivos
La Fundación FBK lleva a cabo todo tipo de iniciativas en pos de la lucha contra la corrupción política y económica de autoridades y altos funcionarios de la Federación de Rusia. Entre sus objetivos está el de prevenir el robo del dinero público a través de un seguimiento exhaustivo del gasto del presupuesto público. Por otra parte, actúa como una organización de defensa del ciudadano y del consumidor, con la denuncia de las condiciones de trabajo y de las carencias del sector de los servicios públicos, el transporte, las carreteras, etc.
En su lucha contra la corrupción y en favor de la transparencia, FBK está financiada por pequeñas donaciones de activistas rusos, la mayoría procedentes de trabajadores y pequeños empresarios. En 2014, su presupuesto fue de 28,5 millones de rublos; en 2016, ascendió a 45 millones de euros.

## Gestión
| Posición                          | Nombre                               |
| --------------------------------- | ------------------------------------ |
| Fundador de FBK                   | Alekséi Navalny                      |
| Director de FBK                   | Iván Zhdánov                         |
| Gerente ejecutivo                 | Vladímir Ashurkov                    |
| Secretaria de prensa              | Kira Yármysh                         |
| Directora creativa                | Varvara Mijáilova                    |
| Canal "Navalny en vivo" (YouTube) | Liubov Sóbol                         |
| Proyecto "RosPil"                 | Aleksandr Golovach, Valeri Zolotujin |
| Proyecto "RosYama"                | Anatoli Krávchenko                   |
| Responsable de investigación      | Gueorgui Albúrov, Nikita Kulachénkov |

Los directores de proyectos de la FBK son Ruslan Shaveddinov, Ilya Pakhomov. El departamento legal incluye a: Alexander Pomazuev, Vladlen Los, Evgeny Zamyatin. Valery Zolotukhin también participa en el proyecto RosPil. Además, el equipo incluye al director de producción de vídeo Vitaly Kolesnikov, al director de la lista de correo Yan Matveyev, a la editora Maria Zakharova y a la directora de la oficina Olga Bulaeva.
El director del fondo desde 2014 hasta diciembre de 2018 fue Roman Rubanov. Desde diciembre de 2018, el jefe del departamento jurídico del fondo, Ivan Zhdanov, ha sido nombrado director.
Desde febrero de 2012, el director ejecutivo del fondo ha sido Vladimir Ashurkov, que se vio obligado a dejar el Grupo Alfa para trabajar en FBK.

## Medios de comunicación
FBK ha creado su propio medios de comunicación, 'Leviatán', con el fin de tener una posibilidad de registrarse para las conferencias de prensa del presidente Vladímir Putin y hacer peticiones a las autoridades. Desde 2016, ha dado una noticia por día. El nombre de 'Leviatán' fue tomado de la película Leviatán, de Andréi Zviáguintsev, galardonada en 2014 con varios premios.

### Informes y documentales
Las investigaciones de la Fundación han dado lugar a varios informes y documentales. Entre los que más resonancia tuvieron en la sociedad civil de Rusia están los informes referidos al fiscal general Yuri Chaika (2015) y el primer ministro Dmitri Medvédev (2017).
Entre los documentales que ha producido FBK destacan los siguientes:
- «Чайка». Chaika. Sobre el Fiscal general Yuri Chaika (con subtítulos en español), 2015
- «Повар Путина, король дизлайков: история успеха». El cocinero de Putin, la historia de un éxito. Sobre el empresario Yevgueni Prigozhin[9] (con subtítulos en inglés), 2016
- «Он вам не Димон». No lo llamen Dimón. Sobre el primer ministro Dmitri Medvédev (con subtítulos en español), 2017
- «Яхты, олигархи, девочки». Yates, oligarcas, meretrices. Sobre el vice primer ministro Serguéi Prijodko y el magnate del aluminio Oleg Deripaska (con subtítulos en inglés), 2018
- «Засекреченные миллиарды премьера Мишустина». Los millones ocultos del premier Mishustin. Sobre el primer ministro Mijaíl Mishustin (con subtítulos en inglés), 2020
- «Дворец для Путина. История самой большой взятки». El palacio de Putin: historia del mayor soborno (con subtítulos en inglés), 2021

## Investigaciones

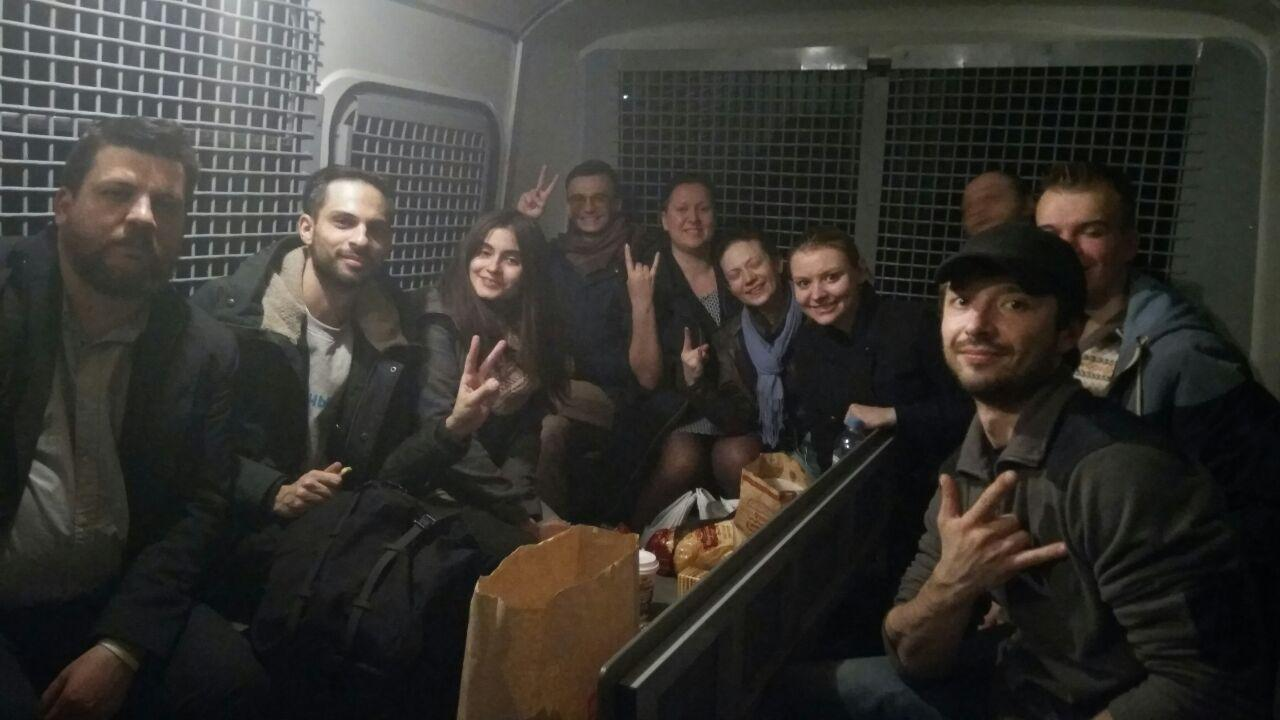
Colaboradores de la Fundación Anticorrupción, voluntarios y empleados de Newcaster.TV detenidos el 26 de marzo de 2017

### 2013
- Viacheslav Volodin, Serguéi Nevérov y otros miembros de Rusia Unida.
- Vladímir Yakunin, exmiembro de la RZD.
- Vladímir Pejtin.
- Serguéi Sobianin, alcalde de Moscú.
- Viacheslav Fetísov, miembro del Consejo de la Federación, exjugador de hockey sobre hielo.

### 2014
- Vladímir Zhirinovski y su hijo Ígor Lébedev (político), ambos son miembros del parlamento.
- Víktor Jristenko y su esposa Tatiana Gólikova, ambos estaban en el gobierno.
- Arkadi Rotenberg y Borís Rotenberg.
- Antón Drozdov, Fondo de Pensiones de la Federación de Rusia.

### 2015
- Fiscal general de Rusia , Yuri Chaika y sus hijos.
- Serguéi Shoigú, ministro de Defensa.
- Natalia Timakova, agregada de prensa del presidente del Gobierno de Rusia Dmitri Medvédev.
- Dmitri Peskov, agregado de prensa de Vladímir Putin.
- Vladímir Yakunin y su hijo.
- Mijaíl Kusniróvich.
- Román Abramóvich.
- Gennadi Tímchenko.
- Los Lobos Nocturnos (club de motociclismo).
- Viacheslav Fetísov, miembro del Consejo de la Federación, exjugador de hockey sobre hielo.

### 2016
- Viacheslav Volodin, Serguéi Nevérov y otros miembros de Rusia Unida.
- Servicio Federal de Seguridad (FSB).
- Yevgueni Prigozhin, jefe de la Agencia de Investigación de Internet y empresario que financia a los mercenarios del Grupo Wagner.
- Piotr Kolbin, amigo de Vladímir Putin.
- Ígor Sechin, director ejecutivo de Rosneft, y esposa.
- Nikolái Merkushkin, gobernador de la Óblast de Samara.
- Ígor Shuválov, Primer vice primer ministro de Rusia.
- Maksim Liksútov en el caso Serguéi Magnitski.
- Víktor Zólotov, Director de la Guardia Nacional de Rusia.
- Dmitri Rogozin, vice primer ministro de Rusia.
- Aleksandr Sidyakin, miembro del parlamento.

### 2017
- Presidente del Gobierno de Rusia Dmitri Medvédev